# Верхняя Убыть
Верхняя Убы́ть  — деревня в Глазовском районе Удмуртии в составе сельского поселения Кожильское.

## География
Находится на расстоянии примерно 3 км на запад по прямой от центра района города Глазов.

## История
Известна с 1646 года как деревня Верхняя Убыть на речке на Убытке, в 3 дворах которой проживали 7 мужчин. Упоминается в 1710 года как Починок у Убыти речки Ахбаев с 1 двором, с 1719 починок Кепыч, в 1764 в деревне Кепыч 160 жителей. В 1873 году здесь (починок Кепычь или Пеймыт-гур) дворов 9 и жителей 105, в 1905 (Верх-Убытский или Чепычь, Вылысь Убытьдур) 27 и 230, в 1924 (деревня Убыть Верхняя
или Кепыч, Ыбытьдур, Ыбытдур) 37 и 258 (примерно 70 % удмурты). Работали колхозы «Венера» и «Звезда».

## Население
Постоянное население составляло 31 человек (русские 39 %, удмурты 48 %) в 2002 году, 48 в 2012.